# Laguna Ahuac
La laguna Ahuac o Aguak es un depósito natural de agua dulce ubicado dentro del Parque nacional Huascarán, en la Cordillera Blanca en el lado este del Callejón de Huaylas, dentro de la provincia de Huaraz en Áncash, Perú. Esta laguna presenta aguas limpias y cristalinas semejantes a un espejo de agua de reflejo azul. 

## Ubicación
Ahuac está localizada a una altitud de 4550 m s.n.m. en el distrito de Independencia en la provincia de Huaraz del departamento de Áncash. Se encuentra en dirección noroeste de la ciudad de Huaraz, recorriendo los pueblos de Jinua y Paria Huilcahuaín. 
Es considerada de atractivo turístico en donde se practica el trekking de moderada a difícil dificultad, muestra sendero amplio con bosques de eucalipto, quenuales y campos de cultivo. Durante la caminata se aprecian montañas con morrenas y glaciares de los nevados Vallunaraju, Churup, Huamashraju, Cashan y la vista panorámica a la ciudad de Huaraz.

## Clima
Frío, seco y templado. Su temporada de visita recomendable se da entre los meses de mayo y noviembre tratándose de meses con baja precipitación de la Cordillera Blanca, con días soleados alcanzando los 25 °C y noches de intenso frío en las que son frecuentes las heladas y temperaturas inferiores a los 0 °C.